# Brookesia brunoi
Brookesia brunoi is een hagedis uit de familie kameleons (Chamaeleonidae).

## Naam en indeling
Het is een van de kortstaartkameleons uit het geslacht Brookesia. De wetenschappelijke naam van de soort werd voor het eerst voorgesteld door Angelica Crottini, Aurélien Miralles, Frank Glaw, David James Harris, Alexandra Lima en Miguel Vences in 2012. De soortaanduiding brunoi is een eerbetoon aan Bruno Grassi.

## Uiterlijke kenmerken
De kameleon heeft een bruine kleur, de lichaamslengte is maximaal 42,8 millimeter exclusief de staart. Op de bovenzijde van de rug zijn aan weerszijden negen stekeltjes aanwezig. Bij enkele gelijkende soorten zijn dit er tien waaraan de soort onderscheiden kan worden.

## Verspreiding en habitat
De kameleon komt endemisch voor in delen van het zuidelijke deel van Centraal-Madagaskar. De habitat bestaat uit de strooisellaag van tropische en subtropische bossen, 's nachts wordt er in lagere struiken gerust. De soort is aangetroffen op een hoogte van ongeveer 950 meter boven zeeniveau.

## Beschermingsstatus
Door de internationale natuurbeschermingsorganisatie IUCN is de beschermingsstatus 'gevoelig' toegewezen (Near Threatened of NT).